# عمارت تومانیانس
عمارت تومانیانس در شمال شرقی آذربایجان شرقی و جنگل‌های ارسباران، در غرب روستای وینق، بر بلندای کوهی که به رود ارس و قسمت قره داغ و راه‌های ساحلی ارس اشراف دارد، قرار گرفته‌است.
«سرکیس تومانیانس» (تجارتخانه تومانیانس) یکی از مهم‌ترین موسسات اقتصادی ایران بود و در رشته‌های مختلف صادرات، واردات، ملک‌داری و مخصوصاً بانکداری کشور اثر مهمی داشت.
این بنا که متعلق به دوره قاجار است. این مکان به سبک قلعه‌های قرن نوزدهم میلادی اروپا بنا شده‌است.
مقرنس‌های سنگی این عمارت از نوع ظریف‌ترین و زیباترین تزئینات زمان خود بوده‌است. سنگ نوشته‌ای در دیوار عمارت در کنار در ورودی، تاریخ ۱۹۰۷ میلادی را نشان می‌دهد.
ساختمان تاریخی «تومانیانس» در دو طبقه با سنگ‌های تراشیده و بخش‌هایی مانند ایوان سراسری دور تا دوری (بالکن)، شش برج مانند قلعه‌های قدیمی فرانسه، یک اصطبل درطبقه همکف، نانوایی و یک انبار غله، در جنوب غربی روستا برروی یک تپه که از سنگ‌های کنگلومرا زینت گرفته ساخته شده‌است.
بنای مذکور دارای دو حیاط جداگانه و درب ورودی و درب پشتی است. در جهت درب پشتی گورستان ارامنه قرار دارد که در نبرد با نیروی دموکرات به رهبری «عبدالله‌خان محمدخانلو» کشته شده‌اند. در زمان فرقه دموکرات قوای فرقه در این ساختمان مستقر و نیروها نیز در این ساختمان سازماندهی می‌شده‌است.
آب مصرفی این ساختمان از محلی به نام قوپلو به وسیله لوله‌های کوزه‌ای آورده می‌شده‌است. آب آشامیدنی به وسیله لوله‌های سفالی به داخل اتاق‌ها و سایر قسمت‌ها کشیده شده و در میان دیوارها لوله‌های سفالی وجود داشته که آب گرم در آنها جریان یافته و اتاق‌ها را گرم می‌کرده‌است.
این بنا یکی از ۱۵ اثری است که در پنجمین همایش ملی شورای سیاستگذاری ثبت میراث فرهنگی در استان البرز در فهرست آثار ملی کشور به ثبت رسید.

## یادداشت
1. ↑  روستای وینق (وینه) در ۲۹ کیلومتری جنوب غربی شهر «خدا آفرین» و ۱۰ کیلومتری جاده مرزی جمهوری آذربایجان در استان آذربایجان شرقی واقع شده‌است